# برايان هولواي
برايان هولواي (بالإنجليزية: Brian Holloway)‏ هو لاعب كرة قدم أمريكية أمريكي، ولد في 25 يوليو 1959 في أوماها في الولايات المتحدة.

## وصلات خارجية
- برايان هولواي على موقع مرجع كرة القدم المحترفة.كوم (الإنجليزية)